# Wanagiszki (sielsowiet Plusy)
Wanagiszki – dawna kolonia. Tereny, na których była położona, leżą obecnie na Białorusi, w obwodzie witebskim, w rejonie brasławskim, w sielsowiecie Plusy.

## Historia
W czasach zaborów ówczesna wieś leżała w granicach Imperium Rosyjskiego.
W latach 1921–1945 zaścianek a następnie kolonia leżała w Polsce, w województwie nowogródzkim (od 1926 w województwie wileńskim), w powiecie brasławskim, w gminie Plusy.
Według Powszechnego Spisu Ludności z 1921 roku zamieszkiwało tu 81 osób, 61 było wyznania rzymskokatolickiego, 17 prawosławnego a 3 staroobrzędowego. Jednocześnie 62 mieszkańców zadeklarowało polską przynależność narodową, 16 białoruską a 3 inną. Było tu 15 budynków mieszkalnych. W 1931 w 16 domach zamieszkiwało 88 osób.
Wierni należeli do parafii rzymskokatolickiej w Plusach i prawosławnej w Brasławiu. Miejscowość podlegała pod Sąd Grodzki w Brasławiu i Okręgowy w Wilnie; właściwy urząd pocztowy mieścił się w Plusach.